# Ehemalige Evangelische Kirche (Langenaubach)

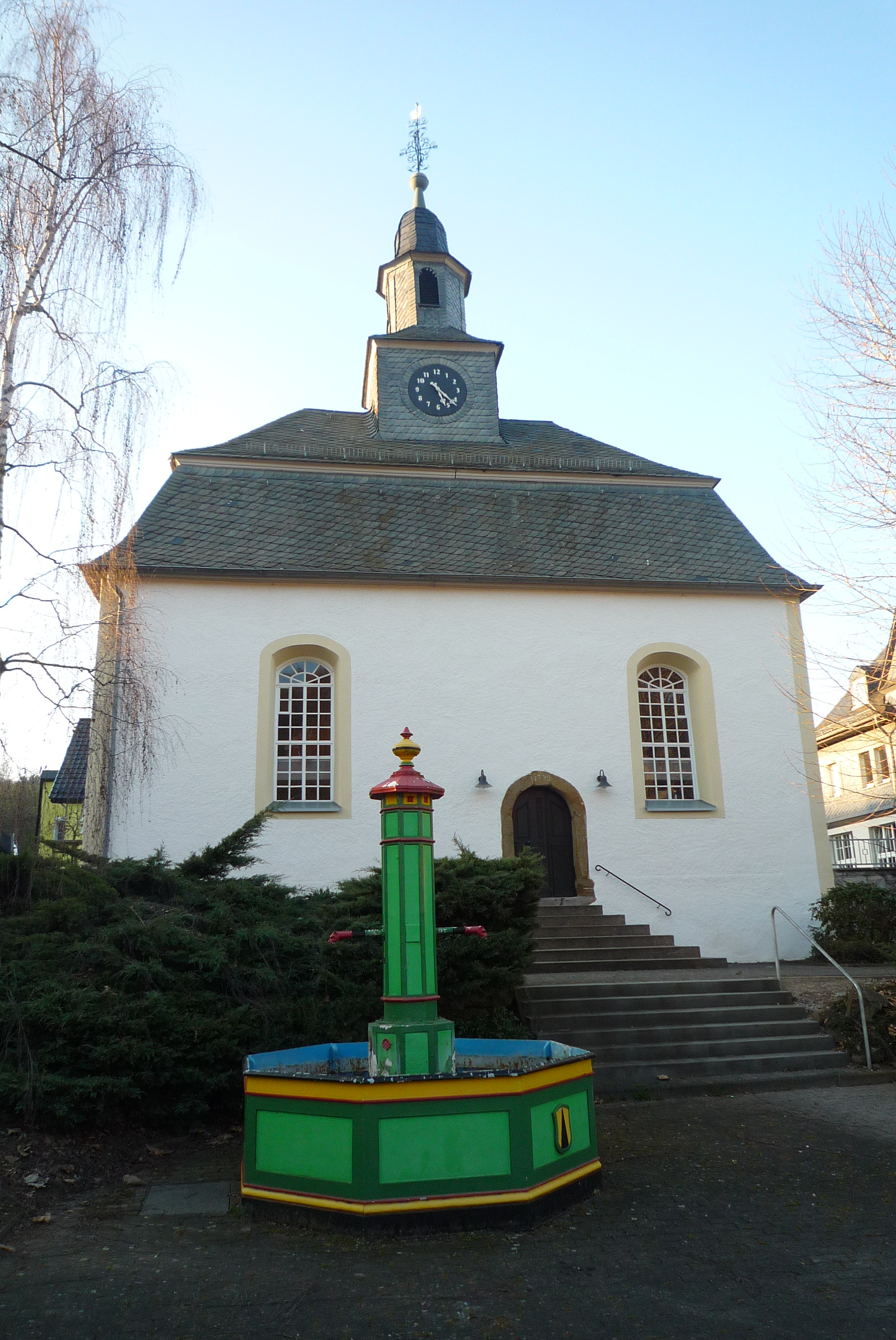
Ehemalige Evangelische Kirche (Langenaubach)

Die ehemalige evangelische Kirche ist ein denkmalgeschütztes Gebäude, das in Langenaubach, einem Ortsteil der Stadt Haiger im Lahn-Dill-Kreis (Hessen) steht.

## Beschreibung
Die kleine, rechteckige, verputzte Saalkirche wurde aus Bruchsteinen 1749 errichtet, wie aus dem Schlussstein des auf der südlichen Längsseite gelegenen Portals hervorgeht. Sie hat den Dorfbrand 1813 überdauert. Aus dem schiefergedeckten Mansarddach erhebt sich ein quadratischer Dachreiter, auf dem eine Laterne sitzt. Nach vielen Jahren des Verfalls wurde der sakrale Charakter des Kirchleins wieder hergestellt. Heute dient das Gebäude als Ort für Ausstellungen und kulturelle Begegnungen.